# Sharan (stad)
Sharan (persiska: شَرَن), eller Sharana (pashto: شرنه), är en provinshuvudstad i Afghanistan. Den ligger i distriktet Sharan och provinsen Paktika, i den centrala delen av landet, 2 145 meter över havet. Sharan beräknades 2015 ha mellan 13 000 och 16 000 invånare.